# Шиошвили, Пантелеймон Шиоевич
Пантелеймон (Пактик) Шиоевич Шиошви́ли (3 июля 1906, Ниноцминда — 2001, Москва) — генерал-майор ВС СССР, участник Великой Отечественной войны. Начальник Дальневосточного высшего общевойскового командного училища в 1954—1957 годах.

## Биография

### Довоенные годы
Грузин, из крестьян. В РККА с сентября 1924 года, член ВКП(б) с 1929 года. Окончил Грузинскую объединённую военную школу в 1928 году. Командовал взводом и ротой в 133-м Бессарабском полку 45-й Волынской дивизии с сентября 1928 по ноябрь 1933 года. Был командиром и политруком роты 138-го стрелкового полка в Украинском военном округе, командиром 3-го Грузинского стрелкового полка 1-й Кутаисской дивизии с ноября 1933 по май 1934 годов. Службу в военной разведке начал в 1937 году, на 12 декабря 1935 года был старшим лейтенантом. С сентября 1937 года возглавлял 2-ю (разведывательную) часть штаба 9-й горнострелковой дивизии. С декабря 1938 года — помощник начальника штаба 17-й стрелковой дивизии Закавказского военного округа, капитан (11 января 1938 года). Окончил Военную академию РККА имени М. В. Фрунзе в 1937 году, в декабре 1939 года поступил на учёбу в Академию Генерального штаба РККА. Майор (16 июля 1940 года), окончил Академию в 1941 году. Владел английским и японским языками.

### Великая Отечественная война
В начале Великой Отечественной войны занимал пост старшего помощника начальника оперативного отдела 27-й армии Северо-Западного фронта (с июля по ноябрь 1941 года). Подполковник с 5 июля 1941 года. Был легко ранен и контужен. С января 1942 года и до окончания войны занимал пост заместителя начальника штаба по разведке (начальника разведывательного отдела штаба) 43-й армии. Произведён в полковники 4 сентября 1942 года.
Согласно наградному листу от 2 октября 1943 года, полковник Шиошвили участвовал в разведоперации по раскрытии оборонительной системы Рибшевской и Демидовской группировок противника, обеспечив наступательные действия частей 43-й армии и предупредив о возможных контратаках противника 114-ю отдельную стрелковую бригаду и 143-ю стрелковую дивизию. Согласно другому наградному листу от 10 июля 1944 года, при подготовке к Витебско-Оршанской операции вскрыл действительное положение немецких войск на всём участке 43-й армии, с 22 июня 1944 года своевременно информировал командование о расположении войск противника, что обеспечило успех всего наступления. Роль полковника Шиошвили в успешной операции в Белоруссии высоко оценивал командующий генерал армии Афанасий Белобородов.
С октября 1944 по январь 1945 годов Шиошвили участвовал в наступлении на Мемель, Тильзит и Либау, а также в штурме Кёнигсберга и очищению южной части Земландского полуострова (с 6 по 17 апреля 1945 года): разведывательный отдел «за эту операцию пропустил 43 тысячи пленных», а стараниями Шиошвили были раскрыты позиции 548-й, 561-й, 28-й, 551-й, 58-й, 61-й, 59-й пехотных дивизий вермахта, 5-й танковой дивизии и 627-й инженерной бригады. Белобородов писал в своих мемумарах, что разведгруппой в ночь перед наступлением в Мемеле был обнаружен штаб 551-й немецкой пехотной дивизии, командир которой, генерал-майор Зигфрид Ферхайн, отмечал повышение в звании. Позже, когда советские войска прорвали линию обороны и захватили пленных, Шиошвили иронически заметил, что командир 551-й дивизии «пропил-таки» её.

### Советско-японская война
С июня по декабрь 1945 года полковник Шиошвили занимал пост начальника штаба армии по разведке — начальника разведывательного отдела штаба 1-й Краснознамённой армии Приморской группы войск 1-го Дальневосточного фронта. Участник советско-японской войны; согласно наградному листу от 5 сентября 1945 года, в период боёв пребывал постоянно в войсках, вскрывая группировки и намерения противника. По воспоминаниям всё того же Белобородова, в Шиошвили отличился при действии в японском тылу: на Чунгулиньской дороге находился перекрёсток, который японцы бы прошли на Мулинском направлении вне зависимости от манёвра. Было принято решение отправить на пять дней на этот перекрёсток разведгруппу с двумя радиостанциями на пять дней, однако задача постоянно усложнялась и дополнялась, и в итоге старший группы, старший сержант Ковальчук получил ряд почти невыполнимых заданий. Шиошвили вмешался в процесс подготовки группы, позволив ей в итоге справиться с поставленной задачей. По словам офицера разведуправления штаба 1-го Прибалтийского фронта, Шиошвили «дело свое знал отменно».

### Послевоенные годы
С декабря 1945 года занимал пост начальника штаба 2-й гвардейской стрелковой дивизии. С декабря 1947 года преподавал в Военной академии имени М. В. Фрунзе. С июня 1949 года — заместитель командира 25-й гвардейско-пулемётной артиллерийской дивизии, начальник отдела боевой и физической подготовки при 39-й армии. С января 1951 года — командир 10-й пулемётно-артиллерийской дивизии Приморского военного округа. Произведён в генерал-майоры 3 августа 1953 года. В сентябре 1954 — октябре 1955 годов был начальником Благовещенского военного училища (нынешнее Дальневосточное высшее общевойсковое командное училище). С октября 1955 года назначен заместителем командира 7-го стрелкового корпуса Дальневосточного округа, в ноябре 1957 года назначен заместителем командующего по боевой подготовке (начальник отдела боевой подготовки) 20-й гвардейской армии ГСВГ. В том же году окончил ВАК при Высшей военной академии имени К. Е. Ворошилова в 1957 году. С ноября 1963 года — старший преподаватель Военной академии Генерального штаба (кафедра ОИ); также преподавал на кафедре ракетных войск и артиллерии. Защитил диссертацию «Общевойсковая разведка в полевой армии». В запасе с сентября 1966 года, проживал в Москве.

## Награды
Отмечен следующими наградами:
- Орден Ленина (15 ноября 1950)[10]
- Орден Красного Знамени
  - 8 октября 1943 — за образцовое выполнение боевых заданий командования на фронте борьбы с немецкими захватчиками и проявленные при этом доблесть и мужество[4]
  - 10 июля 1944 — за образцовое выполнение боевых заданий командования на фронте борьбы с немецкими захватчиками и проявленные при этом доблесть и мужество[3]
  - 3 ноября 1944[10] — за долголетнюю и безупречную службу в Красной Армии[6][12]
  - 19 сентября 1945 — за образцовое выполнение боевых заданий командования на фронте борьбы с японскими захватчиками и проявленные при этом доблесть и мужество[9]
  - 5 ноября 1954[10]
- Орден Суворова II степени (19 апреля 1945) — за образцовое выполнение боевых заданий командования на фронте борьбы с немецкими захватчиками по ликвидации группировки немцев юго-западнее гор. Кёнигсберг и овладение гор. Кёнигсберг, и проявленные при этом отвагу и геройство[13]; также с формулировкой за умелое и мужественное руководство боевыми операциями и за достигнутые в результате этих операций успехи в боях с немецко-фашистскими захватчиками[14][15][6]
- Орден Отечественной войны I степени (11 марта 1985)[10][c]
- Медаль «За оборону Москвы» (1 мая 1944)[17][18][19]
- Медаль «За победу над Германией в Великой Отечественной войне 1941—1945 гг.» (9 мая 1945)[17]
- Медаль «За взятие Кёнигсберга» (9 июня 1945)[17][20]
- иные медали[1]

## Комментарии
1. ↑  Согласно Ярухину, 1906 года рождения[2]; согласно Колпакиди — 1909 года рождения[1]
2. ↑  Согласно Ярухину, это произошло в сентябре 1941 года[2], согласно наградному листу 2 октября 1943 года — в 1942 году[4]
3. ↑  Согласно наградному документу — 6 апреля 1985[16]